# Серковский (Краснянское сельское поселение)
Серковский — хутор в Урюпинском районе Волгоградской области России, в составе Краснянского сельского поселения. Расположен на левом берегу реки Ольшанка в 4 км южнее хутора Красный.
Население — 120 (2010)

## История
Дата основания не установлена. Хутор относился к юрту станицы Урюпинской Хопёрского округа Земли Войска Донского (с 1870 года — Область Войска Донского). Первоначально известен как хутор Серков. В 1859 году на хуторе Серков проживало: 61 мужчина и 68 женщин. К 1897 году на хуторе проживало: 278 мужчин и 256 женщин, из них грамотных мужчин — 74, женщин — 3. Согласно алфавитному списку населённых мест Области Войска Донского 1915 года на хуторе проживало: 266 мужчин и 277 женщин, имелось хуторское правление, земельный надел составлял 4346 десятин.
В 1921 году хутор был включён в состав Царицынской губернии. С 1928 года — в составе Урюпинского района Хопёрского округа (упразднён в 1930 году) Нижне-Волжского края (с 1934 года — Сталинградского края, с 1936 года Сталинградской области, с 1961 года — Волгоградской области).

## География
Хутор находится в степной местности, в пределах Хопёрско-Бузулукской равнины, являющейся южным окончанием Окско-Донской низменности, на левом берегу реки Ольшанка в 4 км южнее хутора Красный. Центр хутора расположен на высоте около 130 метров над уровнем моря. Почвы — чернозёмы обыкновенные.
Автомобильной дорогой с твёрдым покрытием хутор связан с городом Урюпинск (21 км). По автомобильным дорогам расстояние до областного центра города Волгоград составляет 350 км. Ближайший населенный пункт — хутор Кухтинский, расположенный в 2,5 км южнее хутора Серковский.
Часовой пояс
Серковский, как и вся Волгоградская область, находится в часовой зоне МСК (московское время). Смещение применяемого времени относительно UTC составляет +3:00.

## Население
Динамика численности населения по годам:
| 1859 | 1873 | 1897 | 1915 | 1987 | 2002 |
| ---- | ---- | ---- | ---- | ---- | ---- |
| 129  | 253  | 534  | 543  | ≈150 | 133  |

| 2010 |
| ---- |
| 120  |